# Міністерство будівництва Ізраїлю
Міністерство будівництва та заселення Ізраїлю (івр. משרד הבינוי והשיכון‏‎, Місрад га-бінуй ве-га-шикун) — урядова установа виконавчої влади Ізраїлю, яка регулює будівництво житла в Ізраїлі.

## Історія
Міністерство було створено в 1961 році. До 1977 року воно мало назву Міністерство житлово-комунального господарства, а в 1977—2014 роках — Міністерство житлово-комунального господарства та будівництва. Будівництво також було частиною Міністерства праці та будівництва під час тимчасового уряду між 1948 і 1949 роками.
З 29 грудня 2022 року міністерство очолив Іцхак Ґольдкнопф.